# Hordószemű hal
A hordószemű hal (Macropinna microstoma) a sugarasúszójú halak (Actinopterygii) osztályának az Opisthoproctidae családjába tartozó mélytengeri faj, a Macropinna nem egyetlen képviselője.

## Megjelenése
Körülbelül 14-15 centire nő meg. A legérdekesebb a hal feje, ami teljesen átlátszó, valamint a hal szeme, amit akármelyik irányba el tud fordítani, így találja meg a táplálékát. A zöld pigmentek a gyengébb fény elnyelésére szolgálnak a szemben. Az átlátszó fejen kiválóan látszik az agy, a szemek, sőt még az orrlyukak felépítése is. A szeme alatt lévő két feketés folt az orrnyílás. Teste alapszíne barnásfekete, farokúszója vége pedig átlátszó.

## Életmódja
Ragadozó: mélytengeri állatokkal, medúzákkal és halakkal táplálkozik.

## Elterjedése
A becslések szerint nem veszélyeztetett a faj. Kedveli a melegebb vizeket így az Indiai-óceán, a Csendes-óceán és a Atlanti-óceán melegebb vidékein is előfordulhat. Átlagosan a 600 méter mély vizekben fordul elő, de akár 800 méter mélyen is találkozhatunk vele.

## Szaporodása
Minden bizonnyal külső megtermékenyítéssel. Más adat nincs.

## Egyebek
A fajt 1939-ben fedezték fel és 2009-ben két amerikai tudós (Bruce Robison és Kim Reisenbichler) sikerrel hozott fel egy példányt (annak ellenére, hogy az állat elég törékeny), amit több órán át életben tartottak, így tanulmányozni tudták.

### Internetes leírások a hordószemű halról
- A faj adatlapja a FishBase oldalán. FishBase. (Hozzáférés: 2013. július 17.)
- Macropinna microstoma Chapman, 1939. BioLib.cz. (Hozzáférés: 2013. július 17.)
- A taxon adatlapja az ITIS adatbázisában. Integrated Taxonomic Information System. (Hozzáférés: 2013. július 17.)
- Macropinna microstoma Chapman, 1939 (angol nyelven). WORMS World Register of Marine Species. (Hozzáférés: 2013. július 17.)
- Macropinna microstoma Pacific Barreleye (angol nyelven). Encyclopedia of Life. (Hozzáférés: 2013. július 17.)